# 엠스 전보 사건

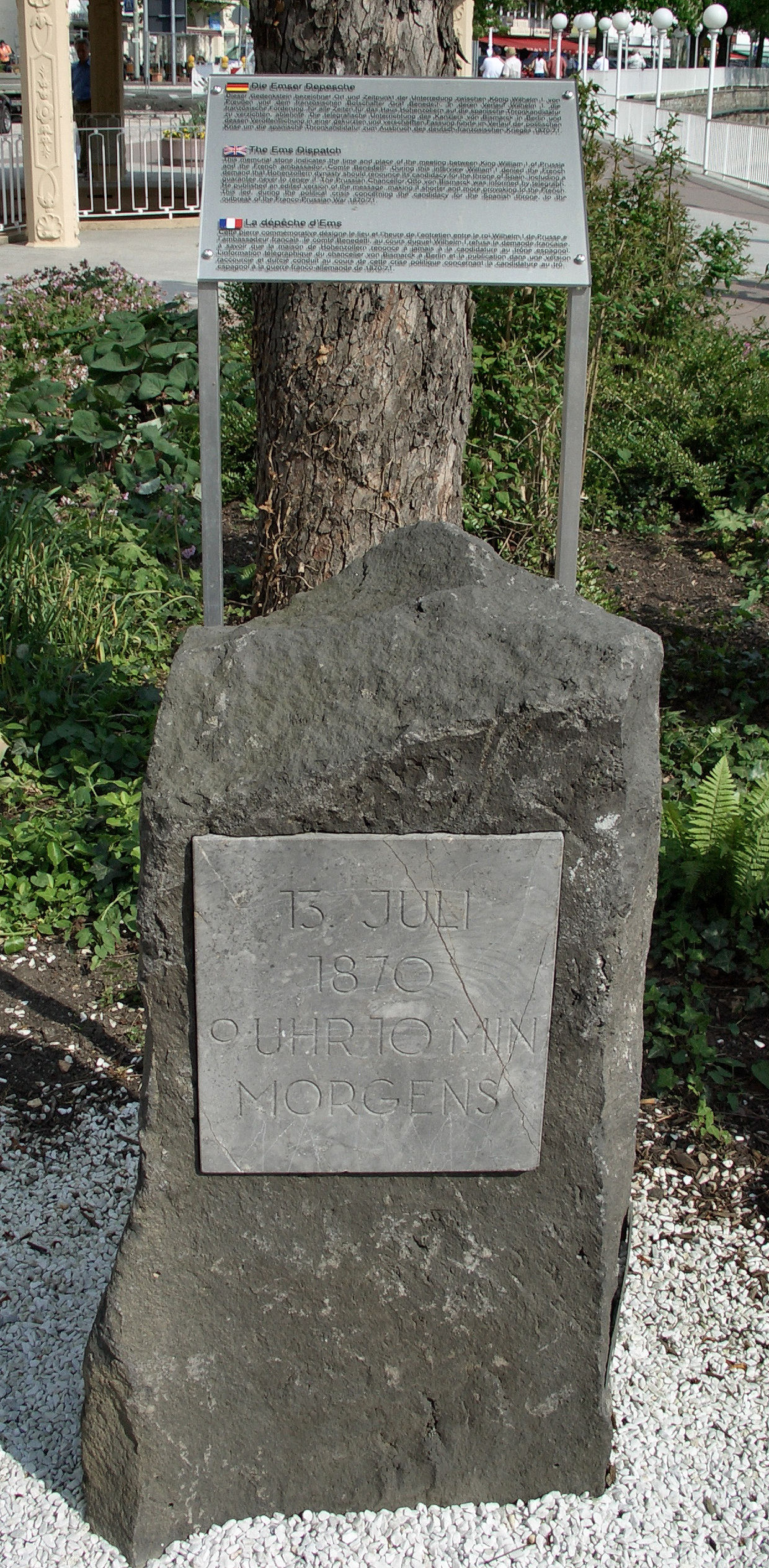
엠스 전보 사견 기념비. 「1870년 7월 13일 아침 9시 10분경」이라고 새겨져 있다.

엠스 전보 사건(EMS電報事件, 독일어: Emser Depesche, 프랑스어: Dépêche d'Ems, 영어: Ems Dispatch)은 프로이센의 군주 빌헬름 1세가 자신과 독일 주재 프랑스 대사 사이에 있었던 일을 프로이센 수상 비스마르크에게 알리는 목적의 내부 전보를 비스마르크가 의도적으로 편집하여 세간에 공표한 사건이다. 스페인 왕위 계승 문제와 얽혀서 불거졌으며 이후 프로이센-프랑스 전쟁의 직접적인 원인이 되었다.
이사벨 2세를 축출하며 들어선 스페인 혁명정부는 프로이센 빌헬름 1세의 친척 레오폴트 공에게 왕위를 제안하였다. 이 소식을 접한 프랑스는 강력히 항의했다. 자국 영토가 스페인과 독일에 둘러쌓여 안보가 위태로워지기 때문이었다. 레오폴트 공은 스페인 왕위 계승을 거절했다. 그러나 비스마르크는 이를 프랑스와 전쟁을 하기위한 좋은 기회라 판단했고 수락발표를 하였다. 프랑스가 다시 항의하자 빌헬름 1세는 철회의사를 밝혔다.
그러나 프랑스는 1870년 7월 자국대사를 엠스에 보내 철회사실에 대해 서면보장을 요구하였고 외교결례에 대해 불쾌해진 빌헬름 1세는 이미 종료된 사안이라는 통보와 함께 대사접견을 거절한다. 또한 이 사실을 수상에게 전보로 통보했는데 비스마르크는 언론발표시 전보의 내용을 일부 왜곡했다. 신문을 통해 사실이 알려지자 프로이센은 프랑스의 외교결례에 분노했고 프랑스는 자국대사를 모욕한 빌헬름 1세에 대해 분노했다. 양국 국민감정이 격해지며 전쟁이 벌어졌는데 프랑스가 대패하여 나폴레옹 3세는 폐위 당하고 프로이센은 통일 독일제국을 수립하였다.

## 경과

### 스페인 왕위 계승 문제
1868년 9월 스페인에서 후안 프림(Juan Prim y Prats) 장군이 쿠데타를 일으키자 정권에 대한 불만이 터져 각지에서도 반란이 잇따랐고 이는 혁명으로 파급되었다. 군의 지지를 받지 못했던 이사벨 2세는 프랑스로 망명했다. 이후 스페인은 1869년 1월 처음으로 보통선거를 실시하여 의회를 구성한 뒤 헌법을 공포하여 입헌군주제를 도입했다. 하지만 혁명가들 사이에서는 공화정 수립을 요구하는 목소리가 있어 신정부는 새로운 국왕을 한시라도 빨리 선출하는 것이 중요한 과제가 되었다.
이사벨 2세는 자신의 아들 알폰소 12세에게 양위한다는 뜻을 밝혔지만 스페인 신정부는 이를 인정하지 않아 왕위 계승 문제가 발생했다. 스페인 신정부는 종교 개혁 이후에도 가톨릭을 신봉하던 호엔촐레른지크마링겐가의 레오폴트 공작(Leopold von Hohenzollern-Sigmaringen)을 염두에 두고 있었고 본가인 호엔촐레른가도 이를 지지했다. 하지만 프랑스는 자국의 동쪽과 남쪽에 호엔촐레른가가 다스리는 국가가 등장하는 것을 경계하여 프로이센에게 강력하게 항의 하며 거부할 것을 요구했다. 프로이센 국왕 빌헬름 1세와 레오폴트 모두 스페인 왕위에 큰 관심이 없어 7월 12일 레오폴트가 정식으로 왕위를 거절한다는 성명을 발표했다.

### 엠스 전보 사건
하지만 프랑스는 여기에 만족하지 않고 앞으로도 호엔촐레른가가 스페인 왕위를 차지하지 않겠다는 약속을 문서화 해줄 것을 프로이센에 요구했다. 당시 빌헬름 1세는 바트엠스에서 요양 중이었는데 프랑스는 이곳에 뱅상 베네디티(Vincent, Count Benedetti)를 대사로 파견해 빌헬름 1세를 알현토록 했다. 하지만 빌헬름 1세는 이미 거절했음에도 불구하고 프랑스가 이와 같은 요구를 하는 것은 무례한 것이라며 거절하고 이 사실을 수상 오토 폰 비스마르크에게 알렸다.
전보를 받은 비스마르크는 이를 정치적으로 이용할 생각을 하여 내용의 일부를 의도적으로 생략해 무례한 프랑스 대사가 앞으로도 스페인 왕위를 노리지 말 것을 강요했고 빌헬름 1세가 강하게 물리쳤다고 편집했다. 그리곤 이 수정된 전보를 7월 14일 각국의 신문에 공표했다. 프로이센은 프랑스 대사의 무례한 태도와 무리한 요구에 격분했고 프랑스는 자국 대사를 물리친 프로이센 국왕의 태도에 분노하여 양국 간에 적개심이 발생하고 여론은 전쟁까지 요구하게 되었다.
반전 여론이 존재했으나 대세는 전쟁 쪽으로 흘러갔으며 7월 15일 각의를 통해 19일 프랑스가 먼저 선전포고를 하면서 프로이센-프랑스 전쟁이 일어나게 되었다.

## 사건에 관해
독일의 통일을 위해 프랑스와의 충돌이 불가피하다고 생각했던 비스마르크는 사전에 전쟁에 필요한 인프라를 정비하고 프로이센이 선전포고 받았을 경우 중립을 지키거나 협력할 것을 각국으로부터 사전에 약속을 받아냈다. 이러한 점에서 엠스 전보 사건은 비스마르크가 팠던 함정에 프랑스가 속아넘어갔다는 의견이 있다.
프랑스는 독일과 호엔촐레른-스페인에 둘러쌓이게 되는 사태에 지나치게 민감하게 반응했으며 레오폴트가 왕위를 순순히 포기하자 이를 자국의 군사력의 승리라고 과신한 면도 있었다. 하지만 당시 프로이센은 이미 프랑스의 군사력·공업력을 뛰어넘었는데 이를 제대로 직시하지 못했고 프로이센-프랑스 전쟁을 통해 독일이 통일을 이루게 되었으니 당시 프랑스 황제였던 나폴레옹 3세의 치명적인 외교 실수라고 할 수 있다.

## 같이 보기
- 프로이센-프랑스 전쟁